# Punta de Givet

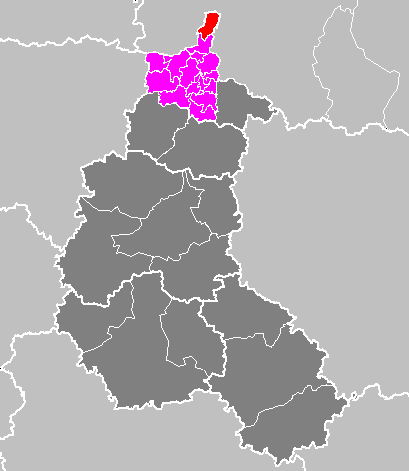
Canton de Givet (rojo) en la parte superior norte del distrito de Charleville-Mézières.

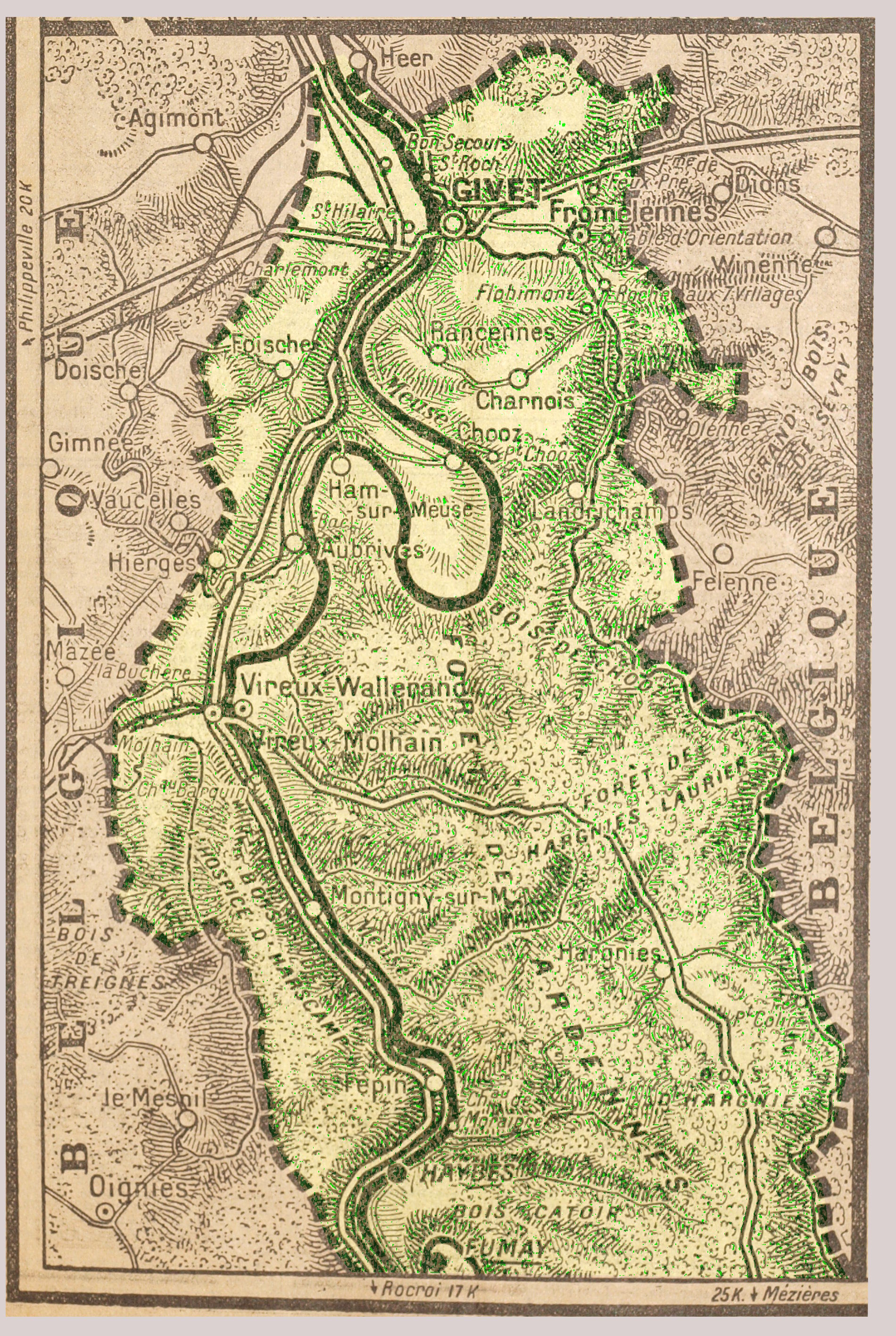
La punta de Givet en un mapa de 1940.

La punta de Givet (en francés: Pointe de Givet), también llamada a veces la bota o el dedo de Givet, o en menor medida la punta de las Ardenas, constituye el extremo norte del departamento de las Ardenas, en la región del Gran Este (antigua región de Champaña-Ardenas), en el noreste de Francia. Este territorio de unos 25 km de largo y 10 km de ancho forma un corredor geográfico que se adentra en las Ardenas belgas, siguiendo los meandros del Mosa. Las principales localidades de la punta de Givet son Revin, Fumay y Givet.

## Geografía
La punta de Givet se encuentra en el borde occidental del macizo de las Ardenas, en la región natural homónima. Es un territorio de unos 250 km2 en forma de punta que se adentra en Bélgica y que constituye la parte más septentrional del departamento francés de las Ardenas. Corresponde al valle del Mosa habiendo cavado un profundo surco en la meseta de las Ardenas. Limita con las siguientes regiones naturales valonas: al norte con el Condroz, al oeste con Fagne y al este con Famenne. La rica flora y fauna de la región ha permitido la clasificación de la región como zona de especial protección, como parte de la red Natura 2000.
Cubierta en un 80% por bosques situados en un terreno accidentado y atravesado por profundos valles (Mosa, Semois, Houille), la punta de Givet alberga una gran variedad de entornos, todos ellos protegidos por la Reserva natural de la Punta de Givet (Réserve naturelle Pointe de Givet): acantilados, arroyos, balsas de agua, bosques, brezales, cuevas, estanques, humedales, matorrales, pantanos, páramos, prados secos, terraplenes, turberas y formaciones rocosas. Es además una zona de especial protección para las aves, donde numerosas aves amenazadas realizan la nidificación, reproducción, hibernación o migración.
No obstante, la región destaca por la presencia de la central nuclear de Chooz, situada en la localidad homónima. La elección de esta zona para situar la planta nuclear estuvo motivada oficialmente por el empleo de las aguas del Mosa para la refrigeración. Sin embargo, una gran parte del área alrededor de la planta no se encuentra en suelo francés, sino que se localiza ya en territorio belga. Actualmente existen acuerdos de cooperación entre ambos gobiernos para gestionar la central nuclear.

## Identidad y cultura
La punta de Givet se forjó en torno a particularidades geográficas, pero también históricas y lingüísticas: este valle escarpado estuvo durante mucho tiempo bajo la soberanía del Principado de Lieja y formó parte de su diócesis. Allí se habla tradicionalmente el valón y no el dialecto ardenés de la lengua champañesa.
Como parte de la Valonia francesa, la punta de Givet constituía antes de 1914 uno de los tres territorios donde el idioma valón es hablado fuera de la natal Valonia "belga", junto a la Valonia granducal (donde ha prácticamente desaparecido, excepto en las localidades luxemburguesas de Doncols y Sonlez) y la Valonia prusiana, también conocida como Valonia malmediana.
Aunque los habitantes de la punta de Givet ya no hablen valón, quedan rastros de la lengua en ciertos proverbios y expresiones idiomáticas: en Dinant dicen «Vive Djivet pol'peket», y en Givet existe la expresión «Bramin d'pîres min pon d'kaûres» (muchas piedras pero nada de dinero), en alusión a los acantilados y escarpadas laderas del valle del Mosa. El periódico L'Ardennais publica siempre en la edición local de Vireux una sección titulada en valón «Kè disse à Vireux» ("Qué sucede en Vireux").